# Rinieri de' Pazzi
Rinieri de' Pazzi (... – ...) fue un ladrón italiano de la familia de los Pazzi de Valdarno, de origen florentino, pero no confundir con la de los famosos Pazzi.
Vivía del bandidaje asaltanto a los que iban por los caminos, especialmente entre Florencia y Arezzo. Por un cierto período se unió a él Farinata degli Uberti, durante el periodo de un breve exilio.
Por esta actividad fue excomulgado por el papa Clemente IV en el 1268, después que asaltó a una comitiva de eclesiásticos en viaje hacia Roma, entre los cuales estaba el obispo Silvense que fue asesinado brutalmente.
La excomunión fue confirmada por Gregorio X y poco después fue declarado como rebelde por el Comune de Florencia. Fue excluido de la paz del cardenal Latino Malabranca en el 1280. 
Dante Alighieri lo colocó entre los ladrones del VII círculo del Infierno, junto al "colega" y homónimo Rinieri da Corneto (Inf. XII, 137-138).
De su familia Dante cito también a Camicione de' Pazzi, puesto entre los traidores.